# Andrés Vázquez Romero
Andrés Vázquez Romero (Montevideo, Uruguay, 19 de mayo de 1933 - Órdenes, La Coruña, España, 25 de mayo de 1985) fue un maestro, historiador y político uruguayo, quien se desempeñó brevemente como subsecretario (viceministro) del Ministerio de Educación y Cultura de su país en el año 1985 y hasta su muerte.

## Primeros años
Nació en Montevideo el 19 de mayo de 1933.
En su juventud se desempeñó como funcionario de la Intendencia de Montevideo y fue dirigente gremial de la Asociación de Empleados y Obreros Municipales (ADEOM).
Cursó estudios de magisterio en el Instituto Normal hasta alcanzar el título de maestro en el año 1960. 
Posteriormente realizó otros cursos incluyendo una especialización en educación comparada en San Luis, Argentina.

## Carrera docente
Desde 1962 se desempeñó como maestro, ocupando interinamente la dirección del Instituto Normal de San Ramón en 1967 hasta obtener por concurso el cargo de Director del Instituto Normal de San José en 1969. 
Ocupó el mismo durante cinco años, hasta que en 1974 fue destituido por la dictadura cívico militar instaurada el año anterior, la que le prohibió el ejercicio de la docencia en la enseñanza pública.
En mayo de 1985, al restaurarse la democracia y poco antes de su muerte, fue restituido en su puesto, pero no se reintegró efectivamente al mismo por haber asumido como subsecretario de Estado.

## Obra historiográfica
Tras su forzado alejamiento de la docencia, en la década del 70 se dedicó fundamentalmente a la investigación histórica. En dicho período, además de un estudio sobre el proceso fundacional de la ciudad de Montevideo junto a Marta Canessa y a Washington Reyes Abadie, escribió junto a este último Crónica General del Uruguay, publicada a partir de 1979 en forma de fascículos y luego de libro en siete tomos por editorial Banda Oriental, comprendiendo la historia de Uruguay desde la etapa indígena hasta la era contemporánea. Dicha obra se convirtió en un clásico de la literatura histórica uruguaya y ha recibido sucesivas reediciones.

## Actividad política. Subsecretario de Educación y Cultura
En su juventud, a principios de la década de 1960 fue militante del Partido Socialista, y escribió artículos en el periódico El Sol.
Posteriormente, a principios de los años 80 adhirió al sector Lista 15 del Partido Colorado, resultando electo convencional en las elecciones internas de 1982.
Representó a dicho partido en la Concertación Nacional Programática (CONAPRO).Fue también columnista en Correo de los Viernes.
El 1° de marzo de 1985, al asumir funciones el nuevo presidente Julio María Sanguinetti, éste y la nueva ministra de Educación y Cultura Adela Reta designaron a Vázquez Romero como subsecretario de dicha cartera.
Ocupó el puesto durante poco menos de tres meses y hasta su fallecimiento, siendo sucedido por Julio Aguiar. Se trató de la primera y obligada modificación de la integración del primer gobierno de Sanguinetti, siendo Vázquez Romero el único ministro o subsecretario en fallecer en el ejercicio de su cargo en dicho período (1985-1990).

## Vida personal. Fallecimiento
Era hijo de Antonio Vázquez, español originario de La Coruña, y de Julieta Romero, uruguaya, quienes habían contraído nupcias en 1932.
Contrajo matrimonio en 1955 con María del Pilar Martínez,con quien tuvo su primer hijo, José Antonio Vázquez Martínez. Luego de divorciarse, en 1964 se casó en segundas nupcias con Sylvia D'Elía Caramella -hija del también político e historiador Germán D'Elía-, con quien tuvo otros dos hijos, Javier e Isabel Vázquez D'Elía. Su segunda esposa le sobrevivió y falleció en el año 2010.
En mayo de 1985 Vázquez Romero visitó Alemania en viaje oficial por invitación del gobierno de dicho país. Desde allí se trasladó a España, para conocer la tierra de origen de sus ancestros en La Coruña. Encontrándose en la localidad de Órdenes de dicha provincia, falleció repentinamente el 25 de mayo a consecuencia de un infarto.
Sus restos fueron repatriados a Uruguay pocos días después y sepultados con honores de ministro de Estado.